# Centre de pathologie
Le centre de pathologie (en letton : Patoloģijas centrs) est un hôpital situé dans le quartier de Mežciems à Rīga en Lettonie.

## Présentation
Le Centre de pathologie est l'une des unités structurelles de l'hôpital universitaire de l'Est de Riga (RAKUS), situé a l'adresse Hipokrāta iela 2 k-5 à Riga.
Le centre assure le diagnostic morphologique et cytologique des maladies.
Il comprend le service de pathologie des maladies infectieuses, le service de pathologie générale et le service de cytologie.

## Histoire
Créé en 1976 en tant que centre d'anatomie pathologique du 7ème hôpital "Gailezers" de Riga, récemment construit. Un service d'examen et de consultation de pathologie générale, de pathologie infectieuse, de biopsies et de matériel chirurgical a été créé. En 1977, par décision du Conseil de protection de la santé de l'URSS, le centre a été agréé en tant qu'« école d'expérience de première ligne de toute l'Union ». En 1984, le centre a été rebaptisé Bureau indépendant d'anatomie pathologique de la République.
Après la restauration de l'indépendance de la Lettonie jusqu'en 1996, le nom de l'institution était le Centre de pathologie d'État, mais en 1999, elle est devenue le « Centre de pathologie » de l'État. Depuis 2007, le Centre de pathologie est une unité structurelle de l'hôpital universitaire de l'Est de Riga.